# Legislatura 2000-2004 (Camera Deputaților)
Această listă descrie componența Camerei Deputaților din România în legislatura: 2000-2004, în funcție de județul în care au candidat.

## Legislatura 2000-2004
| Nume și Prenume                          | Județ           | Partid     |
| ---------------------------------------- | --------------- | ---------- |
| Alexandru Pereș                          | Alba            | PD         |
| Coriolan Dan Simedru                     | Alba            | PNL        |
| Emil Crișan                              | Alba            | PRM        |
| Codrin Ștefănescu                        | Alba            | PSD        |
| Constantin Selagea                       | Alba            | PSD        |
| Ioan Andrei                              | Alba            | PSD        |
| Nicu Cojocaru                            | Arad            | PRM        |
| Nicolae Titu Gheorghiof                  | Arad            | PNL        |
| Dan Ionescu                              | Arad            | PSD        |
| Mihaela Mândrea-Muraru                   | Arad            | PSD        |
| Nicoară Creț                             | Arad            | PSD        |
| Dorel Ioan Zăvoianu                      | Arad            | PSD        |
| Gheorghe Tokay                           | Arad            | UDMR       |
| Florentin Constantin Moraru              | Argeș           | PRM        |
| Ion Cîrstoiu                             | Argeș           | PD         |
| Ion Mînzînă                              | Argeș           | PRM        |
| Nicolae Leonăchescu                      | Argeș           | PRM        |
| Alexandru-Octavi Stănescu                | Argeș           | PSD        |
| Constantin Tămagă                        | Argeș           | PSD        |
| Filip Georgescu                          | Argeș           | PSD        |
| Georgiu Gingaraș                         | Argeș           | PSD        |
| Gheorghe Marin                           | Argeș           | PSD        |
| Ion Burnei                               | Argeș           | PSD        |
| Vasile Nistor                            | Bacău           | PD         |
| Valeriu Gheorghe                         | Bacău           | PNL        |
| Melania Vâlva                            | Bacău           | PRM        |
| Endre Bereczki                           | Bacău           | PSD        |
| Matei-Agathon Dan                        | Bacău           | PSD        |
| Minodora Cliveti                         | Bacău           | PSD        |
| Nicolae Sersea                           | Bacău           | PSD        |
| Vasile Miron                             | Bacău           | PSD        |
| Viorel Hrebenciuc                        | Bacău           | PSD        |
| Ileana Carmen Moldovan                   | Bacău           | PSD        |
| Pavel Cherescu                           | Bihor           | PRM        |
| Zsolt Szilágyi                           | Bihor           | UDMR       |
| Teodor Cladovan                          | Bihor           | PD         |
| Cornel Popa                              | Bihor           | PNL        |
| Paul Magheru                             | Bihor           | PRM        |
| Mihai Bar                                | Bihor           | PSD        |
| Răzvan Ionescu                           | Bihor           | PSD        |
| Ervin-Zoltan Székely                     | Bihor           | UDMR       |
| Csaba Zsolt Sarkady                      | Bihor           | UDMR       |
| Ioan Sonea                               | Bistrița-Năsăud | PRM        |
| Ioan Oltean                              | Bistrița-Năsăud | PD         |
| Adrian Valentin Iliescu                  | Bistrița-Năsăud | PD         |
| Grigore Dorin Popescu                    | Bistrița-Năsăud | PNL        |
| Emil Rus                                 | Bistrița-Năsăud | PRM        |
| Ștefan Baban                             | Botoșani        | PRM        |
| Dumitru Doru Palade                      | Botoșani        | PRM        |
| Gheorghe Marcu                           | Botoșani        | PSD        |
| Mihai Baltă                              | Botoșani        | PSD        |
| Viorica Afrăsinei                        | Botoșani        | PSD        |
| Adrian Mihai Mălaimare                   | Botoșani        | PSD        |
| Micșunica Doina Drețcanu                 | Botoșani        | PSD        |
| Vasile Bran                              | Brașov          | PD         |
| Victor Babiuc                            | Brașov          | PD         |
| Gheorghe Dinu                            | Brașov          | PRM        |
| Amalia Bălășoiu                          | Brașov          | PSD        |
| Constantin Niță                          | Brașov          | PSD        |
| Gheorghe Duțu                            | Brașov          | PSD        |
| Gheorghe Roșculeț                        | Brașov          | PSD        |
| Lazăr Dorin Maior                        | Brașov          | PSD        |
| Augustin Eugen Gheorghe Nádudvary        | Brașov          | UDMR       |
| Smaranda Ionescu                         | Brăila          | PRM        |
| Dumitru George Moisescu                  | Brăila          | PRM        |
| Daniela Bartoș                           | Brăila          | PSD        |
| George Dragu                             | Brăila          | PSD        |
| Ion Ștefan                               | Brăila          | PSD        |
| Mihai Tudose                             | Brăila          | PSD        |
| Valentin Vasilescu                       | București       | PRM        |
| Dorel Dorian                             | București       | Minorități |
| Ileana Stana-Ionescu                     | București       | Minorități |
| Mihai Radan                              | București       | Minorități |
| Nicolae Păun                             | București       | Minorități |
| Oana Manolescu                           | București       | Minorități |
| Sotiris Fotopolos                        | București       | Minorități |
| Ioan Vasile Savu                         | București       | Minorități |
| Anca-Daniela Boagiu                      | București       | PD         |
| Costică Canacheu                         | București       | PD         |
| Marius Daniel Bogdan                     | București       | PD         |
| Marius Romeo Raicu                       | București       | PD         |
| Constantin-Gheorghe Avramescu            | București       | PNL        |
| Mircea Ciopraga                          | București       | PNL        |
| Vlad-Octavian Moisescu                   | București       | PNL        |
| Constantin Anton Călin Popescu-Tăriceanu | București       | PNL        |
| Constantin Duțu (deputat)                | București       | PRM        |
| Corneliu Ciontu                          | București       | PRM        |
| Ioan Bâldea                              | București       | PRM        |
| Mihaela Ionescu                          | București       | PRM        |
| Domnica Mitzura Arghezi                  | București       | PRM        |
| Ruxandra Florina Jipa                    | București       | PRM        |
| Adrian Năstase                           | București       | PSD        |
| Adrian Severin                           | București       | PSD        |
| Aurelia Vasile                           | București       | PSD        |
| Cornel Bădoiu                            | București       | PSD        |
| Dorin Dăianu                             | București       | PSD        |
| Ecaterina Andronescu                     | București       | PSD        |
| Ion Neagu (avocat)                       | București       | PSD        |
| Mădălin Voicu                            | București       | PSD        |
| Minică Boajă                             | București       | PSD        |
| Rodica Nassar                            | București       | PSD        |
| Smaranda Dobrescu                        | București       | PSD        |
| Ștefan Cazimir                           | București       | PSD        |
| Ioan Dan Popescu                         | București       | PSD        |
| Iulia Pataki                             | București       | UDMR       |
| Costache Mircea                          | Buzău           | PRM        |
| Augustin Lucian Bolcaș                   | Buzău           | PRM        |
| Aurel Gubandru                           | Buzău           | PSD        |
| Ionel Olteanu                            | Buzău           | PSD        |
| Petre Posea                              | Buzău           | PSD        |
| Cameliu Ovidiu Petrescu                  | Buzău           | PSD        |
| Ion Horia Neamțu                         | Buzău           | PSD        |
| Slavomir Gvozdenovici                    | Caraș-Severin   | Minorități |
| Crăciun Teodor Tuducan                   | Caraș-Severin   | PD         |
| Octavia Monica Muscă                     | Caraș-Severin   | PNL        |
| Marius Iriza                             | Caraș-Severin   | PRM        |
| Ion Mocioalcă                            | Caraș-Severin   | PSD        |
| Grigore Dan Rasovan                      | Caraș-Severin   | PSD        |
| Petre Naidin                             | Călărași        | —          |
| Mitică Bălăeț                            | Călărași        | PRM        |
| Dumitru Boabeș                           | Călărași        | PSD        |
| Iosif Armaș                              | Călărași        | PSD        |
| Marian Sârbu                             | Călărași        | PSD        |
| Mihai Ioan Năstase                       | Cluj            | PRM        |
| Adrian Gurzău                            | Cluj            | PD         |
| Anton Ionescu                            | Cluj            | PNL        |
| Dan Brudașcu                             | Cluj            | PRM        |
| Ioan Miclea                              | Cluj            | PRM        |
| Alexandru Lăpușan                        | Cluj            | PSD        |
| Vasile Pușcaș                            | Cluj            | PSD        |
| Vasile Suciu                             | Cluj            | PSD        |
| Károly-János Vekov                       | Cluj            | UDMR       |
| Sándor Kónya-Hamar                       | Cluj            | UDMR       |
| Metin Cerchez                            | Constanța       | Minorități |
| Negiat Sali                              | Constanța       | Minorități |
| Varujan Pambuccian                       | Constanța       | Minorități |
| Puiu Hașotti                             | Constanța       | PNL        |
| Gelil Eserghep                           | Constanța       | PRM        |
| Gheorghe Ariton                          | Constanța       | PRM        |
| Mircea Stoian                            | Constanța       | PRM        |
| Marian-Adrian Motoc                      | Constanța       | PSD        |
| Octavian Mitu                            | Constanța       | PSD        |
| Ștefan Giuglea                           | Constanța       | PSD        |
| Tudor Baltă                              | Constanța       | PSD        |
| Elena Liana Naum                         | Constanța       | PSD        |
| Nicolae Bogdan Niculescu-Duvăz           | Constanța       | PSD        |
| Adrian Cășunean-Vlad                     | Covasna         | PSD        |
| Akos Birtalan                            | Covasna         | UDMR       |
| Árpád-Francisc Márton                    | Covasna         | UDMR       |
| Sándor Tamás                             | Covasna         | UDMR       |
| Gheorghe Albu                            | Dâmbovița       | PD         |
| Ilie Merce                               | Dâmbovița       | PRM        |
| Marian Costel Ionescu                    | Dâmbovița       | PRM        |
| Cornelia Ionescu                         | Dâmbovița       | PSD        |
| Ion Stan                                 | Dâmbovița       | PSD        |
| Virgil Popa                              | Dâmbovița       | PSD        |
| Gigel Valentin Calcan                    | Dâmbovița       | PSD        |
| Tiberiu Valentin Hossu                   | Dâmbovița       | PSD        |
| Cornel Boiangiu                          | Dolj            | PNL        |
| Florea Voinea                            | Dolj            | PUR        |
| Mircea Radu Berceanu                     | Dolj            | PD         |
| Irina Loghin                             | Dolj            | PRM        |
| Nicolae Vasilescu                        | Dolj            | PRM        |
| Olguța Lia Vasilescu                     | Dolj            | PRM        |
| Eugenu Arnăutu                           | Dolj            | PSD        |
| Mihai Nicolescu                          | Dolj            | PSD        |
| Neculai Grigoraș                         | Dolj            | PSD        |
| Virgil Popescu (senator)                 | Dolj            | PSD        |
| Ștefan Valeriu Zgonea                    | Dolj            | PSD        |
| Lucheria Olga Voinea                     | Galați          | —          |
| Iulian-Gabriel Bîrsan                    | Galați          | PD         |
| Mihail Sergiu Tofan                      | Galați          | PNL        |
| Dănuț Saulea                             | Galați          | PRM        |
| Daniela Aprodu Buruiană                  | Galați          | PRM        |
| Dan Nica                                 | Galați          | PSD        |
| Maria Lazăr                              | Galați          | PSD        |
| Cornelia Lucia Lepădatu                  | Galați          | PSD        |
| Florentin Ion Sandu                      | Galați          | PSD        |
| Valeriu Cristian Buzea                   | Giurgiu         | PRM        |
| Adrian Gheorghiu                         | Giurgiu         | PSD        |
| Ion Rădoi                                | Giurgiu         | PSD        |
| Marin Cristea                            | Giurgiu         | PSD        |
| Ștefan Marian Bejat Popescu              | Gorj            | PD         |
| Constantin Bucur                         | Gorj            | PRM        |
| Ion Mocioi                               | Gorj            | PRM        |
| Gheorghe Popescu                         | Gorj            | PSD        |
| Ion Florescu                             | Gorj            | PSD        |
| Scarlat Iriza                            | Gorj            | PSD        |
| Dezső-Kálmán Becsek-Garda                | Harghita        | UDMR       |
| Emeric Kedves                            | Harghita        | UDMR       |
| Ferenc Asztalos                          | Harghita        | UDMR       |
| Hunor Kelemen                            | Harghita        | UDMR       |
| István Antal                             | Harghita        | UDMR       |
| Gheorghe Barbu                           | Hunedoara       | PD         |
| Radu Dan Rușanu                          | Hunedoara       | PNL        |
| Ștefan Pășcuț                            | Hunedoara       | PRM        |
| Vlad-George Nădejde                      | Hunedoara       | PRM        |
| Ilie Neacșu                              | Hunedoara       | PSD        |
| Ioan Rus                                 | Hunedoara       | PSD        |
| Ioan Timiș                               | Hunedoara       | PSD        |
| Iuliu Winkler                            | Hunedoara       | UDMR       |
| Alexe Boboc                              | Ialomița        | PRM        |
| Iulian Mincu                             | Ialomița        | PRM        |
| Aurel Chelbea                            | Ialomița        | PSD        |
| Dorel Bahrin                             | Ialomița        | PSD        |
| Ion Mogoș                                | Iași            | PD         |
| Anghel Stanciu                           | Iași            | PRM        |
| Maria Apostolescu                        | Iași            | PRM        |
| Gabriel Vlad Hogea                       | Iași            | PRM        |
| Adrian Ionel                             | Iași            | PSD        |
| Cristian Nechifor                        | Iași            | PSD        |
| Cristian Sandache                        | Iași            | PSD        |
| Pavel Târpescu                           | Iași            | PSD        |
| Traian Dobre                             | Iași            | PSD        |
| Valer Dorneanu                           | Iași            | PSD        |
| Paul Tiberiu Neamțu                      | Iași            | PSD        |
| Marin Anton                              | Ilfov           | PNL        |
| Ion Dolănescu                            | Ilfov           | PRM        |
| Victor Neagu                             | Ilfov           | PSD        |
| Viorel Gheorghiu                         | Ilfov           | PSD        |
| Ștefan Tcaciuc                           | Maramureș       | UUR        |
| Mircea Man                               | Maramureș       | PD         |
| Radu Stroe                               | Maramureș       | PNL        |
| Mircea Ifrim                             | Maramureș       | PRM        |
| Augusta-Maria Moș                        | Maramureș       | PSD        |
| Luca Ștefănoiu                           | Maramureș       | PSD        |
| Petre Moldovan                           | Maramureș       | PSD        |
| Petru Godja                              | Maramureș       | PSD        |
| Gyöngyike Böndi                          | Maramureș       | UDMR       |
| Ștefan Lăpădat                           | Mehedinți       | PRM        |
| Mihai Stănișoară                         | Mehedinți       | PD         |
| Viorel Ionel                             | Mehedinți       | PRM        |
| Eugen Nicolicea                          | Mehedinți       | PSD        |
| Manuela Mitrea                           | Mehedinți       | PSD        |
| Gheorghe-Eugen Nicolăescu                | Mureș           | PNL        |
| Adrian Moisoiu                           | Mureș           | PRM        |
| Lucian Eugen Pleșa                       | Mureș           | PRM        |
| Pavel Todoran                            | Mureș           | PSD        |
| Sergius Tiberiu Sbârcea                  | Mureș           | PSD        |
| Grigore Makkai                           | Mureș           | UDMR       |
| Károly Kerekes                           | Mureș           | UDMR       |
| László Borbély                           | Mureș           | UDMR       |
| Béla Ladislau Attila Kelemen             | Mureș           | UDMR       |
| Ioan Onisei                              | Neamț           | PD         |
| Dumitru Puzdrea                          | Neamț           | PRM        |
| Paul Șnaider                             | Neamț           | PRM        |
| Alexandru Țibulcă                        | Neamț           | PSD        |
| Culiță Tărâță                            | Neamț           | PSD        |
| Ioan Bivolaru                            | Neamț           | PSD        |
| Costel Iulian Țocu                       | Neamț           | PSD        |
| Gheorghe Leonard Romeo Cazan             | Neamț           | PSD        |
| Constanța Popa                           | Olt             | PRM        |
| Costel-Eugen Popescu                     | Olt             | PRM        |
| Nicolae Grădinaru                        | Olt             | PRM        |
| Radu Ciuceanu                            | Olt             | PRM        |
| Florin Iordache                          | Olt             | PSD        |
| Ion Bozgă                                | Olt             | PSD        |
| Virgil Delureanu                         | Olt             | PSD        |
| Gheorghe Firczak                         | Prahova         | UCRR       |
| Maria Paula Ivănescu                     | Prahova         | PD         |
| Ion Luchian                              | Prahova         | PNL        |
| Emanuil Adrian Semcu                     | Prahova         | PNL        |
| Adrian Mărăcineanu                       | Prahova         | PRM        |
| Marcu Tudor                              | Prahova         | PRM        |
| Tănase Satnoianu                         | Prahova         | PRM        |
| Eugenia Moldoveanu                       | Prahova         | PSD        |
| Mihail Fâcă                              | Prahova         | PSD        |
| Mihail Sirețeanu                         | Prahova         | PSD        |
| Victor Bercăroiu                         | Prahova         | PSD        |
| Napoleon Niculae Antonescu               | Prahova         | PSD        |
| Șerban Petru Mihăilescu                  | Prahova         | PSD        |
| Iuliu Liviu Dragoș                       | Satu-Mare       | PNL        |
| Văsălie Moiș                             | Satu-Mare       | PRM        |
| Mircea Ioan Pașcu                        | Satu-Mare       | PSD        |
| Attila Varga                             | Satu-Mare       | UDMR       |
| Francisc Pécsi                           | Satu-Mare       | UDMR       |
| István Erdei-Dolóczki                    | Satu-Mare       | UDMR       |
| Cătălin Micula                           | Sălaj           | PNL        |
| Valentin Păduroiu                        | Sălaj           | PSD        |
| Iuliu Vida                               | Sălaj           | UDMR       |
| Eberhard-Wolfgang Wittstock              | Sibiu           | FDGR       |
| Nicolae Nan                              | Sibiu           | PD         |
| Cornel Știrbeț                           | Sibiu           | PNL        |
| Nicolae Enescu                           | Sibiu           | PRM        |
| Gheorghe Suditu                          | Sibiu           | PSD        |
| Mircea Bucur                             | Sibiu           | PSD        |
| Radu Podgorean                           | Sibiu           | PSD        |
| Vasile Mândroviceanu                     | Suceava         | PNL        |
| Ghervazen Longher                        | Suceava         | UPR        |
| Ioan Băncescu                            | Suceava         | PRM        |
| Leonida Lari-Iorga                       | Suceava         | PRM        |
| Ludovic Abiței                           | Suceava         | PRM        |
| Alecu Sandu                              | Suceava         | PSD        |
| Ioan Stan                                | Suceava         | PSD        |
| Ion Oltei                                | Suceava         | PSD        |
| Tudor Mohora                             | Suceava         | PSD        |
| Petru Dorel Crăciun                      | Suceava         | PSD        |
| Sorin Cristian Dumitrescu                | Suceava         | PSD        |
| Alexandru Mocanu                         | Teleorman       | PD         |
| Crin Laurențiu George Antonescu          | Teleorman       | PNL        |
| Florea Buga                              | Teleorman       | PRM        |
| Ionel Marineci                           | Teleorman       | PSD        |
| Marian Ianculescu                        | Teleorman       | PSD        |
| Tiberiu-Ovidiu Mușetescu                 | Teleorman       | PSD        |
| Timotei Stuparu                          | Teleorman       | PSD        |
| Ana Florea                               | Timiș           | Minorități |
| Petru Mirciov                            | Timiș           | Minorități |
| Vasile Dănilă                            | Timiș           | PNL        |
| Viorel-Gheorghe Coifan                   | Timiș           | PNL        |
| Gheorghe Pribeanu                        | Timiș           | PRM        |
| Ludovic Mardari                          | Timiș           | PRM        |
| Octavian-Mircea Purceld                  | Timiș           | PRM        |
| Alexandru Sassu                          | Timiș           | PSD        |
| Hildegard-Carola Puwak                   | Timiș           | PSD        |
| Ovidiu Brînzan                           | Timiș           | PSD        |
| Petru Andea                              | Timiș           | PSD        |
| Tiberiu Toró                             | Timiș           | UDMR       |
| Raj-Alexandru Tunaru                     | Tulcea          | —          |
| Sorin Victor Lepșa                       | Tulcea          | PD         |
| Miron Ignat                              | Tulcea          | CRLR       |
| Constantin Niculescu                     | Tulcea          | PSD        |
| Dan Verbina                              | Tulcea          | PSD        |
| Vasile Predică                           | Vâlcea          | PNL        |
| Dumitru Dragomir                         | Vâlcea          | PRM        |
| Anton Mițaru                             | Vâlcea          | PSD        |
| Nicu Spiridon                            | Vâlcea          | PSD        |
| Vasile Bleotu                            | Vâlcea          | PSD        |
| Vasile-Relu Rădulescu                    | Vâlcea          | PSD        |
| Liviu Alexandru Mera                     | Vaslui          | PD         |
| Octavian Sadici                          | Vaslui          | PRM        |
| Constantin Octavian Petruș               | Vaslui          | PRM        |
| Dumitru Bentu                            | Vaslui          | PSD        |
| Grigore Marcu                            | Vaslui          | PSD        |
| Sebastian Simion                         | Vaslui          | PSD        |
| Zisu Stanciu                             | Vaslui          | PSD        |
| Nini Săpunaru                            | Vrancea         | PNL        |
| Daniel Ionescu                           | Vrancea         | PRM        |
| Carmen Dumitriu                          | Vrancea         | PSD        |
| Ristea Priboi                            | Vrancea         | PSD        |
| Cătălin Kanty Popescu                    | Vrancea         | PSD        |
| Tudor Miron Mitrea                       | Vrancea         | PSD        |

## Au încetat mandatul înainte de terminarea legislaturii
| Nume și Prenume          | Județ         | Partid |
| ------------------------ | ------------- | ------ |
| Dumitru Chiriță          | Argeș         | PSD    |
| Angela Bogea             | Bacău         | PRM    |
| Sever Meșca              | Bacău         | PSD    |
| Laszlo Fazakaș           | Bihor         | UDMR   |
| Zoltan Kovacs            | Bihor         | UDMR   |
| Costică Macaleți         | Botoșani      | PSD    |
| Gheorghe Fulga           | Brașov        | PSD    |
| Csaba-Tiberiu Kovacs     | Brașov        | UDMR   |
| Liviu Gheorghe Negoiță   | București     | PD     |
| Andrei Ioan Chiliman     | București     | PNL    |
| Napoleon Pop             | București     | PNL    |
| Theodor Dumitru Stolojan | București     | PNL    |
| Valeriu Stoica           | București     | PNL    |
| Constantin Teculescu     | București     | PSD    |
| Corina Crețu             | București     | PSD    |
| Sorin Frunzăverde        | Caraș-Severin | PD     |
| Zeno Andrei              | Caraș-Severin | PRM    |
| Gheorghe Pavel Bălan     | Caraș-Severin | PSD    |
| Emil Boc                 | Cluj          | PD     |
| Radu Comănici            | Constanța     | PRM    |
| Aurel Daraban            | Constanța     | PSD    |
| Octavian Știreanu        | Constanța     | PSD    |
| Petre Chirobocea         | Constanța     | PSD    |
| Aurel Cucu               | Dâmbovița     | PSD    |
| Gheorghe Ana             | Dâmbovița     | PSD    |
| Ion Nicolae              | Dâmbovița     | PSD    |
| Mircea Nicu Toader       | Galați        | PD     |
| Victor Paul Dobre        | Galați        | PNL    |
| Róbert Kálmán Ráduly     | Harghita      | UDMR   |
| Costel Avram             | Hunedoara     | PRM    |
| Marinache Vișinescu      | Ialomița      | PRM    |
| Marian Bălan             | Ialomița      | PSD    |
| Vasile Silvian Ciupercă  | Ialomița      | PSD    |
| Mihai Baciu              | Iași          | PSD    |
| Aurel-Constantin Ilie    | Maramureș     | PSD    |
| Radu-Vasile Roșca        | Maramureș     | PSD    |
| Iancu Holtea             | Mehedinți     | PRM    |
| Ovidiu Natea             | Mureș         | PSD    |
| Nicolae-Doru Florescu    | Olt           | PRM    |
| Florin Georgescu         | Olt           | PSD    |
| Marin Diaconescu         | Olt           | PSD    |
| Dinu Patriciu            | Prahova       | PNL    |
| Grigore Emil Rădulescu   | Prahova       | PRM    |
| Radu Liviu Bara          | Sălaj         | PSD    |
| Horia Mircea Rusu        | Sibiu         | PNL    |
| Ioan Cindrea             | Sibiu         | PSD    |
| Iohan-Peter Babiaș       | Suceava       | UPR    |
| Adriean Videanu          | Teleorman     | PD     |
| Ovidiu-Virgil Drăgănescu | Timiș         | PNL    |
| Acsinte Gaspar           | Vâlcea        | PSD    |
| Dumitru Buzatu           | Vaslui        | PSD    |
| Vasile Mihalachi         | Vaslui        | PSD    |